# Cèrix
Cèrix (en grec antic: Κήρυξ, que significa 'herald') va ser, a la mitologia grega, un heroi fill d'Eumolp fundador de la dinastía dels Eumòlpides, relacionats amb els misteris d'Eleusis.
A la mort del seu pare va dirigir el culte a Dèmeter i d'ell descendeixen els «heralds» Κήρυκες ('Cerices') que apareixen als rituals dels misteris. Algunes versions diuen que Cèrix era fill d'Hermes i d'Aglauros.